# Mario Jean
 (avril 2021).
 (avril 2022).
Mario Jean (né le 10 février 1965 à Chicoutimi) est un humoriste et un comédien québécois.

## Biographie
Mario Jean a étudié en récréologie à l'UQTR. En 1986, il est le fondateur de la ligue d'improvisation nouvellement appelée la LUITR et de la coupe universitaire d'improvisation.[réf. nécessaire] En 1991, il est diplômé de l'École nationale de l'humour. Il coanime alors l'émission radio du matin Un matin n'attend pas l'autre à CKMF-FM. Il interprète en 1993 le rôle de Firmin (20 ans) dans la télé-série Au nom du père et du fils. Mario Jean étant devenu un visage connu, on le retrouve dans les publicités télévisées de Kellogg's, Doritos et MasterCard.[réf. nécessaire]
Son personnage de Ti-Guy Beaudoin, le livreur de journaux, retient l'attention du public par ses critiques de l'actualité. Ses textes au contenu social et politique font rire autant que réfléchir. Son intelligence et sa perspicacité lui valent d’être reconnu rapidement par ses pairs, par la critique et par le public. Dès ses débuts sur scène en 1995 avec son premier spectacle solo, Mario Jean surprend par son sens de la repartie et son humour jamais gratuit, toujours pertinent. En 1994, il participe aux Parlementeries (Juste pour rire) en incarnant son personnage de  Ti-Guy Beaudoin qui joue role du ministre des Dépôts et des Retraits. En 1996, il participe de nouveau aux Parlementeries en incarnant son personnage de Gaétan Campagne, l'animateur de lignes ouvertes.[réf. nécessaire]
Son deuxième spectacle, lancé en 1999, confirme sa popularité. Certifié Spectacle d’humour le plus populaire et Spectacle d’humour stand-up/monologue de l’année au Gala Les Olivier édition 2000, il poursuit sa tournée qui le conduit partout au Québec.[réf. nécessaire]
On a pu voir Mario Jean comme animateur du Gala Les Olivier deux années consécutives, en 2001 avec Claudine Mercier, et en 2002 en solo. Il animera de nouveau le gala en 2013. Il a également animé le Gala Juste pour rire en 2004.
Son troisième spectacle solo intitulé Simplement… Mario Jean est lancé en 2003. Le succès est instantané. Il remporte trois prix au Gala Les Olivier édition 2004, dont « Spectacle d’humour de l’année ». Mario reçoit également un billet platine pour 100 000 spectateurs, à peine plus d’un an après la sortie de son spectacle, puis double platine (200 000 spectateurs) à l’automne 2004 ! 
Parallèlement à sa tournée, Mario écrit et tient un rôle dans la série télé La Vie rêvée de Mario Jean, présentée sur les ondes de Radio-Canada à l’automne 2004. La série reçoit un très bon accueil du public avec des cotes d’écoute autour d’un million de téléspectateurs chaque semaine.
Mario Jean a su rapidement se tailler une place dans le cœur des Québécois. Sa simplicité et sa spontanéité font de lui un artiste complet doublé d’une personnalité attachante.
En 2006, Mario fait un retour à la radio en coanimant l'émission radio Les matins de Montréal à Rythme FM. À l'automne 2009, il revient sur scène avec son quatrième spectacle solo Gare au gros Nounours ! aux allures et contenus mordants.
Son 5ème spectacle Moi Mario lancé en février 2014 a franchi le cap des 50 000 billets vendus en à peine 18 mois.  Mario parcourt la province, les Maritimes et l’Ontario afin de présenter Moi Mario. Une tournée qui l’amène de St-Jean-Terre-Neuve à Toronto. Fidèle à sa renommée, il livre un spectacle redoutablement drôle et efficace.
En 2016, en plus de célébrer son 25e anniversaire de carrière, il est le porte-parole des Rendez-vous de la Francophonie à travers le Canada, animera l’émission On va s’coucher moins niaiseux pour une 8ème saison. Du côté de la télévision, il interprète le rôle de Pit-Caribou dans la série Les Pays d’en Haut. De plus, le public lui décerne le Prix du Dépassement Métro pour son implication auprès de la Fondation Mira. 
En 2017, en plus de continuer à offrir des représentations de son plus récent spectacle, Mario se démarque au petit écran dans la populaire émission District 31. Toujours en quête de défis, il fit en 2018 ses premiers pas au théâtre à l’été dans la pièce française Je vous écoute, co-écrite par le populaire chanteur Bénabar et Hector Cabello Reyes. Mario en signe aussi l’adaptation Québécoise. Sa performance fait pluie d’éloges, et la pièce connait un véritable succès.
Mario Jean interprète également le personnage de Landry dans la série Léo et joue au théâtre à l’été 2019 dans la pièce Un souper d’adieu. De 2018 à 2020, Mario parcourt le Québec avec son sixième one-man-show intitulé Aller de l'avant. Il revient en force et en grande forme, avec un désir de se renouveler, de progresser et de surprendre encore. Son style unique, polyvalent et rassembleur, lui permet d’aborder des thèmes dans lesquels les gens se reconnaissent, tout en les étonnant. Parmi les sujets de prédilection d’Aller de l’avant, il y a notamment l’intelligence et la bêtise humaine, les joies et les peines de vieillir, la surconsommation, la télévision et la publicité, ses enfants qui sont encore à la maison et il réserve un numéro sur le consentement sexuel.

## Carrière

### Spectacles
- 1995 : Mario Jean 1
- 1999 : Mario Jean 2
- 2003 : Simplement... Mario Jean
- 2009 : Gare au gros Nounours !
- 2013 : Moi, Mario
- 2019 : Aller de l’avant

### Filmographie
- 1996 : Joyeux Calvaire : Le barman
- 2004 : Monica la mitraille : Bob
- 2005 : Maurice Richard : Paul Stuart
- 2005 : Pinnochio 3000 : Voix de Maurice

### Télévision
- 1993 : Au nom du père et du fils : Firmin Gadouas
- 1998 : L'Ombre de l'épervier : Armand
- 1999 : Histoires de filles : Coco Gauthier
- 2004 : La Vie rêvée de Mario Jean : Mario Jean
- 2007 : Nos étés:  Marcellin Landry
- 2010 : Lance et compte' : Claude-André Fortin
- 2011 : 30 vies : Mario Fournier
- 2015 : La théorie du K.O. : Robert Castonguay
- 2016 - 2019 : Les Pays d'en haut : Pit Caribou
- 2017 : District 31 : Clément Roussel
- 2018-2021 : Léo (saisons 1 et 2 et 3) : Landry

### Théâtre
- 2018 : Je vous écoute, adaptation par Mario Jean de la pièce de Bénabar et Hector Cabello Reyes : Le mari
- 2019 : Un souper d'adieu : Pierre

### Animation
- 1993-1994 :  CKMF : Co-animateur d'Un matin n'attend pas l'autre
- 2001 : Gala Les Olivier : Co-animateur
- 2002 : Gala Les Olivier : Animateur
- 2004 : Gala Juste pour Rire : Animateur
- 2006-2008 : Rythme FM : Co-animateur Les matins de Montréal
- 2008 : Les 20 ans de l'École nationale de l'humour : Co-animateur
- 2012 : Gala du grand rire de Québec : Animateur
- 2013 : Gala Les Olivier : Animateur
- 2009-2015 : On va s'coucher moins niaiseux : Animateur

## Récompenses
- 1999 : ADISQ, Certification platine du spectacle Mario Jean 2 (100 000 billets vendus)
- 2000 : Gala Les Olivier, Spectacle d'humour de l'année pour Mario Jean
- 2004 : 
  - ADISQ, Certification double platine du spectacle Simplement... Mario Jean (200 000 billets vendus)
  - Gala Les Olivier, Auteur(s) de l'année pour Simplement...Mario Jean
  - Gala Les Olivier, Spectacle d'humour de l'année pour Simplement... Mario Jean
- 2009 : ADISQ, Certification platine du spectacle Gare au gros nounours (100 000 billets vendus)

## Nominations
- 1999 : Gala Les Olivier, Auteur(s) de l'année pour Claudine Mercier
- 2000 : Gala Les Olivier, Numéro d'humour de l'année pour La mascotte
- 2000 : Gala Les Olivier, Auteur(s) de l'année pour Mario Jean
- 2000 : Gala Les Olivier, Humoriste de l'année
- 2001 : Gala Les Olivier, Humoriste de l'année
- 2001 : Gala Les Olivier, Spectacle d'humour le plus populaire pour Mario Jean
- 2002 : Gala Les Olivier, Humoriste de l'année
- 2003 : Gala Les Olivier, Humoriste de l'année
- 2004 : Gala Les Olivier, Numéro d'humour de l'année pour Tapis roulant
- 2004 : Gala Les Olivier, Performance scénique pour Simplement... Mario Jean
- 2004 : Gala Les Olivier, Humoriste de l'année
- 2004 : Gala Les Olivier, Spectacle d'humour le plus populaire pour Simplement... Mario Jean
- 2005 : Gala Les Olivier, Spectacle d'humour le plus populaire pour Simplement... Mario Jean
- 2005 : Gala Les Olivier, Humoriste de l'année
- 2006 : Gala Les Olivier, Spectacle d'humour le plus populaire pour Simplement... Mario Jean
- 2006 : Gala Les Olivier, Olivier de l'année
- 2010 : Gala Les Olivier, Spectacle d'humour de l'année pour Gare au gros nounours
- 2011 : Gala Les Olivier, Spectacle d'humour de l'année pour Gare au gros nounours
- 2012 : Gala Les Olivier, Numéro d'humour de l'année pour Tourlou